# Wife in Sunshine
Wife in Sunshine è un cortometraggio muto del 1916 diretto da E.H. Calvert; è conosciuto anche con il titolo Is Marriage Sacred? #3: Wife in Sunshine, terzo dei sedici episodi del serial Is Marriage Sacred?.

## Produzione
Il film fu prodotto dalla Essanay Film Manufacturing Company.

## Distribuzione
Distribuito dalla General Film Company, il film - un cortometraggio in due bobine - uscì nelle sale cinematografiche USA il 30 dicembre 1916.